# Eumorphus dilatatus dilatatus
Eumorphus dilatatus dilatatus es una subespecie de coleóptero de la familia Endomychidae.

## Distribución geográfica
Habita en Java.